# پهنای باند بی‌سیم
یک تکنولوژی اینترنتی است که توسط صنعت ارتباطات در کره جنوبی توسعه یافت. Wibro نام سرویس فوق برای انجمن مهندسان برق و الکترونیک است. این سیستم یک تطابق را برای فرایند تکثیرسازی نشان می‌دهد. OFDMA عامل دسترسی چند گانه‌است MHZ ۸۷۵ پهنای باند کانال به شمار می‌رود. این سیستم محدودیت نرخ داده‌ای دارد و می‌تواند به اینترنت دست یابد. تخصیص MHZ ۱۰۰ در کره با ۴، ۲، ۳، ۲ در اواخر ۲۰۰۴ یک فرایند استاندارد بود که توسط GHZ TTA صورت گرفت. در اواخر ۲۰۰۵ نیز ۸۰۲۱۶IEEE طراحی شد. دو سیستم فوق می‌توانند سرویس تجاری ژوئن ۲۰۰۶ را راه اندازی کنند. ترافیک حدود ۳۰ دلار هزینه دارد. ایستگاه مبنای این سیستم توان عملیاتی ۳۰ تا ۵۰ دارد. شعاع KM ۵-۱ می‌تواند استفاده پرتابل به شمار رود. این خود یک قابلیت حرکت برای ابزار را تا KM۱۲۰ توصیف می‌کند. تلفن موبایل می‌تواند تا KM/H ۲۵۰ قابلیت داشته باشد. در طی APE در سال ۲۰۰۵ پهنای باند واقعی توانست به یک بیت کمتر برسد. این تکنولوژی کیفیت خاص دارد. شمول Q.S به سیستم فوق در جریان پیوسته کمک خواهد کرد. اینها می‌توانند فواید بیشتری نسبت به استاندارد ثابت WIXAX داشته باشند. در بعضی موارد این سیستم تجاری خواهد شد. TVA, TL و PORTUS می‌توانند سرویس تجاری را در ۲۰۰۷-۲۰۰۶ ارائه کنند. WIBRO می‌تواند از طیف‌های طراحی خاص استفاده کند. این تجهیزات توسط WIMAX طراحی شده‌اند و می‌توانند جزئیات کار را برای قابلیت عملکرد بین طرح‌ها فراهم کنند.

## سرویس فعلی
KT می‌تواند mpbs 512 را با ۲۲ دلار در ماه ارائه کند. کاربرها معتقدند که سرعت میانگین100000'mbps و ۲/۱ می‌باشد. این سیستم سریع تر از HSDPA می‌باشد. این سرویس در آمریکا توسط شرکت بی سیم راه اندازی شد که پرهزینه تر و آرام تر است.

## استقرار شبکه
SK Teleaom و Hanar در یک مشارکت با هم یک Wirbro را در کره راه اندازی کردند. آنها شبکه‌های مستقل در ۶ شهر و سئول دارند. در نوامبر ۲۰۰۴ شرکت intel و LG نیز در یک توافق نامه Wibro و Wimax را راه اندازی کردند. در سپتامبر ۲۰۰۵ شرکت سامسونگ یک قرارداد با Nextel امضاء کرد و آزمایش wibro انجام شد. در نوامبر ۲۰۰۵ شرکت KT سرویس Wibro را خاموش کرد. در ۱۰ فوریه ۲۰۰۶ نیز telecom به عنوان عرضه کننده سرویس اینترنت در ایتالیا معرفی شد. به این طریق سرویس wibro در سال ۲۰۰۶ در turin توسعه یافت. رقم ۱۰mbit/s می‌تواند بیش از صدها کیلوبایت باشد و به 512km/h برسد. در این شرایط mbit ۳۰-۲۰ تا پایان ۲۰۰۶ عجیب نبود. رقم ۱۰۰+۱ در سال ۲۰۰۸ گزارش خواهد شد. شرکت KT سرویس Wibro را در نیمه ۲۰۰۶ راه اندازی کرد. Sprint و TVA نیز Wibro را استفاده کردند. در ۳۰ ژوئن ۲۰۰۶ از wibro در سئول استفاده شد. در ۳ آوریل ۲۰۰۷ نیز KT از این سیستم در تمام مناطق مسئول استفاده کرد مانند خطوط مترو.